# Кристалова, Клара
Клара Кристалова (чеш. Klára Kristalová, швед. Klara Kristalova; род. 1967) — шведская художница чешского происхождения.
Работает преимущественно с керамикой и керамогранитом.

## Биография
Родилась 15 августа 1967 года в Праге в семье художников — Евгения Крайчика и Елены Кристаловой, которые переехали в Швецию из Чехословакии в 1968 году после событий 1968 года.
В 1988—1994 она училась на отделении живописи Королевской академии художеств, и впоследствии стала широко известной своими работами, особенно расписными глазурированными фарфоровыми скульптурами. Проживает в шведском городе Норртелье.
Кристалова известна своими керамическими скульптурами, которые обладают некими фантастическими качествами, имея свой собственный нарратив. Она использует для своих работ традиционные мифы, сказки и другие литературные источники, например, таких авторов, как Ганс Христиан Андерсен или Сельма Лагерлёф; а также DC Comics и произведения Оскара Уайльда, служат вдохновением для её творчества. Используя эти источники и добавляя своё собственное видение, Клара Кристалова тем самым исследует воспоминания, травмы и потерянную территорию детства. Её герои — в основном девушки, которые превращаются в флору, фауну и другие элементы природы. В 1999 году она была удостоена стипендии Эстер Линдаль. В 2012 году она стала членом Шведской академии изящных искусств в Стокгольме.
Клара Кристалова выставлялась на международных персональных и групповых выставках в Лондоне, Париже, Майами, Нью-Йорке, Токио, Амстердаме, Санта-Фе, Санта-Барбаре и других местах. В 2011 году у неё прошла персональная выставка в нью-йоркской галерее Lehmann Maupin. Экспонировалась и в других американских музеях, в том числе в 2014 году в Художественном музее Нортона в Уэст-Палм-Бич, шатат Флорида. В 2015 году она представила свои работы вместе с чешской художницей Вероникой Холцовой и чилийской художницей, живущей в Берлине — Сандрой Васкес де ла Хорра, в Пражской столичной галерее на выставке Pandora’s Vox.
Кристалова создала много работ, украшающих общественные места в Швеции: в Стокгольме, Эстерсунде, Гётеборге, Фалькенберге. Также её произведения являются частью публичных коллекций, в том числе в стокгольмских Музее современного искусства и Национальном музее Швеции.
- Некоторые работы